# Мары
Мары́ (туркм. Mary [maɾɯ], до 1937 года назывался Мерв от перс. مرو‎) — город на юге Туркменистана, названный в честь древнего города Мерв, центр Марыйского велаята (области).
Четвёртый по величине город в современном Туркменистане. Расположен в юго-восточной части Туранской низменности на территории Мургабского оазиса в дельте реки Мургаб, берущей своё начало в горах Афганистана. С юга город огибает Каракумский канал. Крупный железнодорожный узел, важный узел автодорог. Население — 167 027 человек (2022).

## История

### История возникновения
Город Мары был основан в 1884 году как российский военно-административный центр на месте текинской крепости — поселения, расположенного в 30 километрах западнее от пришедшего в упадок древнего города Мерва, возникшего в середине I тысячелетия до н. э., от которого унаследовал своё прежнее название. Точная дата возникновения поселения неизвестна. Установлено, однако, что крепость была исторически персоязычной. Мерву более 2000 лет, древние названия Мерва — Маргиана, Маргуш. В результате миграций и ассимиляционных процессов население оазиса постепенно перешло на туркменский язык в XVII веке.

### Вхождение в Российскую империю
Во время Туркестанского похода генерала Михаила Скобелева в 1884 году, после разгрома Геок-Тепинской крепости, Мерв вместе с Мургабским оазисом путём мирных переговоров был присоединён к Российской империи. Немалая заслуга в избежании кровопролития и штурма города принадлежала М. Алиханову-Аварскому, который, по заданию начальника Закаспийской области генерала А. В. Комарова, в сопровождении текинца майора Махтум-Кули-хана пробрался переодетым в торговца к мервским старейшинам (аксакалам) и убедил их отказаться от сопротивления и принять российское подданство.

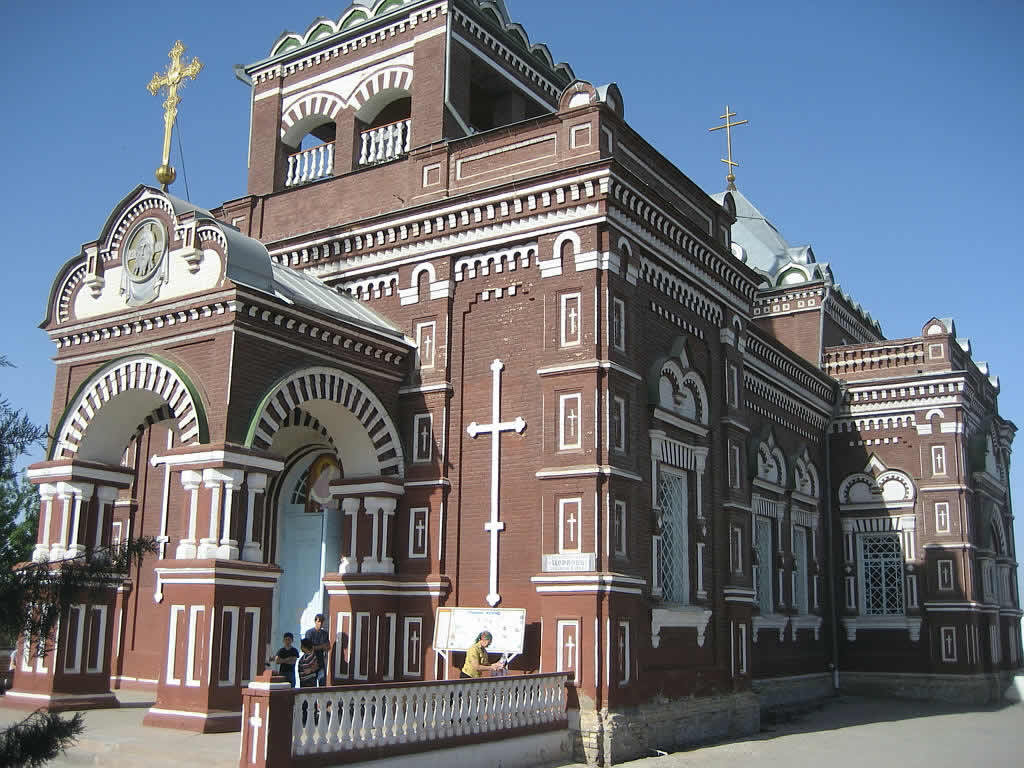
Православная Покровская церковь в Мары.

Итогом переговоров явилось поданное 25 января 1884 года в Асхабаде генералу Комарову мервскими представителями прошение о принятии Мерва в российское подданство. В 1884 году Алиханов-Аварский был назначен первым губернатором Мерва.

### Период с 1884 по 1921 год
После присоединения к России в 1884 году Мерв был в составе Закаспийской области. С 6 февраля 1890 года Мерв был центром Мервского уезда Закаспийской области.

### Советский период (1921—1991)
7 августа 1921 года Закаспийская область была переименована в Туркменскую область. Мерв, таким образом, стал центром Мервского уезда Туркменской области Туркестанской АССР, которым оставался до 4 декабря 1924 года. До 13 августа 1926 года город был центром Мервского округа образованной 27 октября 1924 года на базе Туркменской области Туркменской ССР. В городе дислоцировались, до 1941 года, управление и части 18-й Туркменской Краснознамённой горнокавалерийской дивизии.
13 августа 1926 года Мервский округ был упразднён, а Мерв стал районным центром. В 1937 году Мерв был переименован в Мары.
21 ноября 1939 года Мары стал областным центром Марыйской области. 10 января 1963 года область была упразднена и Мары стал райцентром республиканского подчинения. 14 декабря 1970 года область была восстановлена.
На аэродроме Мары-2 базировался 156-й авиационный полк истребителей-бомбардировщиков 34-й АДИБ.

### Период после 1991 года

Главная соборная мечеть Гурбангулы хаджи

После обретения Туркменистаном независимости 18 мая 1992 года Мары стал центром Марыйского велаята (области). В 2000-х годах ведётся благоустройство улиц города, строительство крупных жилищных объектов. Продолжается массовое жилищное строительство. В городе были построены новый аэровокзальный комплекс, новый корпус ТГЭИ, театр, областная библиотека, историко-краеведческий музей, дворец Рухыет, отель «Маргуш», медицинский диагностический центр, медицинский центр «Эне мяхри», Главная соборная мечеть Гурбангулы хаджи, стадион, конноспортивный комплекс, крытый плавательный бассейн, обновлён железнодорожный вокзал. В 2012 году город был объявлен культурной столицей СНГ. В 2014 году в городе был открыт комплекс заводов по производству аммиака и карбамида, газотурбинная электростанция, многопрофильный торговый центр и гостиница «Мары». В 2015 году был избран культурной столицей тюркского мира.

## Географическое положение
Город Мары — четвёртый по величине город Туркменистана, расположен в юго-восточной части Туранской низменности на территории Мургабского оазиса в дельте реки Мургаб, берущей своё начало в горах Афганистана. С юга город огибает Каракумский канал.

## Климат
Климат континентальный сухой; средние температуры января от −2 до +4 °C, июля +28 — +32 °C; осадков 100—300 мм в год.
- Среднегодовая температура воздуха — +17,1 °C
- Относительная влажность воздуха — 41,8 %
- Средняя скорость ветра — 4,0 м/с

| Показатель                            | Янв. | Фев. | Март | Апр. | Май  | Июнь | Июль | Авг. | Сен. | Окт. | Нояб. | Дек. | Год  |
| ------------------------------------- | ---- | ---- | ---- | ---- | ---- | ---- | ---- | ---- | ---- | ---- | ----- | ---- | ---- |
| Средняя температура, °C               | 3,4  | 4,5  | 9,9  | 18,1 | 24,1 | 29,2 | 31,4 | 29,3 | 23,3 | 16,1 | 10,4  | 5,3  | 17,1 |
| Источник: NASA. База данных RETScreen |      |      |      |      |      |      |      |      |      |      |       |      |      |

## Население
120 000 человек на 2017 год.

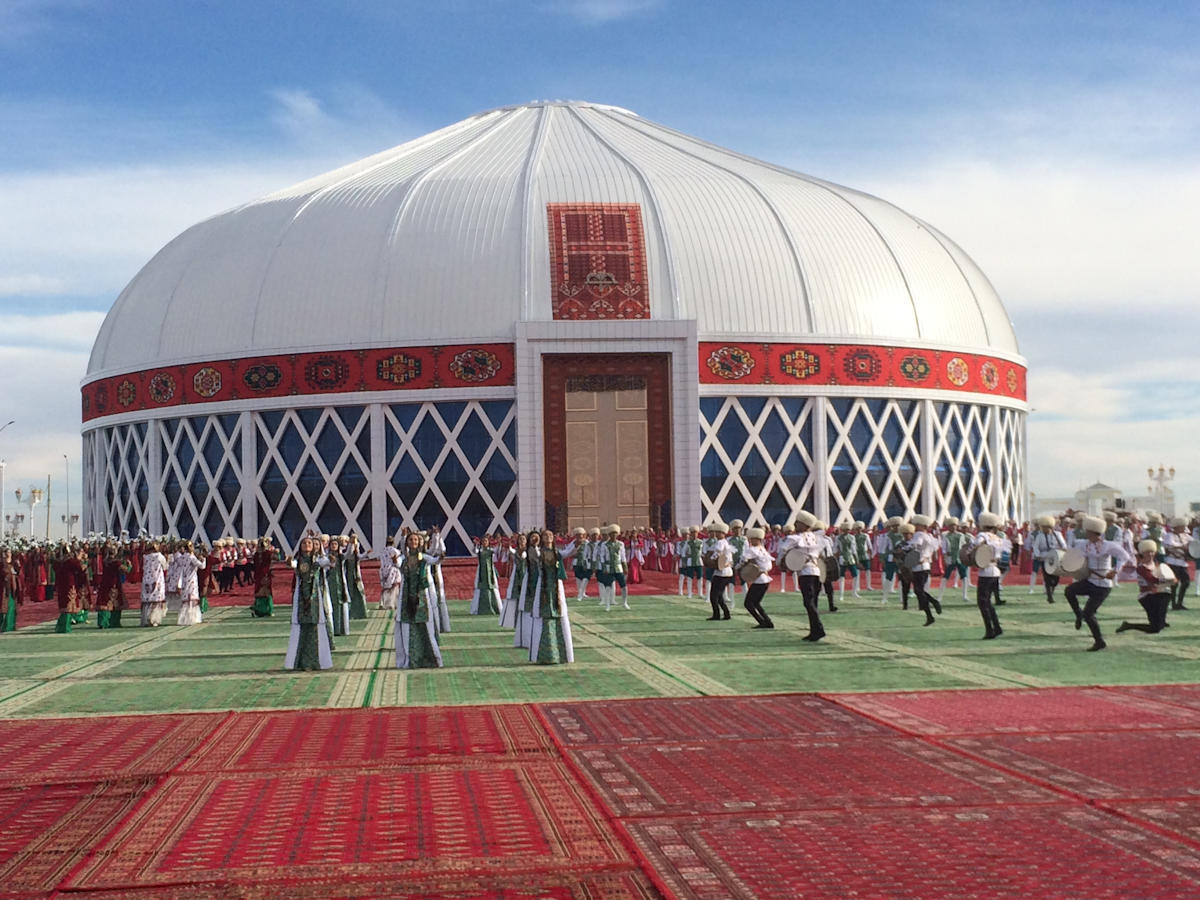
Гигантская юрта на 3000 человек в Мары.

По данным переписи населения в 1998 году численность жителей города Мары составляла 94 000 человек. К 2005 году численность населения Мары увеличилась до 100 000 человек, а в 2017 году приблизилась к 120 000 человек. По этническому составу город Мары заселён преимущественно туркменами, русскими, татарами, армянами.

## Экономика

### Промышленность
В Мары действует машиностроительный завод, авторемонтный завод, хлопкоочистительный завод, кожевенный завод, домостроительный комбинат, комбинат строительных материалов, Туркменский завод азотных удобрений (ТЗАУ), сахарный завод.
Продукция машиностроительного завода — мощные центробежные нефтяные насосы для перекачки нефти, которые вывозятся в различные районы СНГ и экспортируются более, чем в 20 стран мира.
В городе функционируют шерстомойная, прядильно-ткацкая, швейная, ковровая, кондитерская и мебельная фабрики, пивоваренный и молочный заводы.
Мары является главным центром газовой промышленности республики.
В 19 км от города расположена крупнейшая в Туркменистане Марыйская ГЭС мощностью в 1 млн. 250 тыс. кВт, работающая на газе Шатлыкского месторождения и производящая более 80 % электроэнергии республики.
В Мары есть типография.

### Ковроткачество

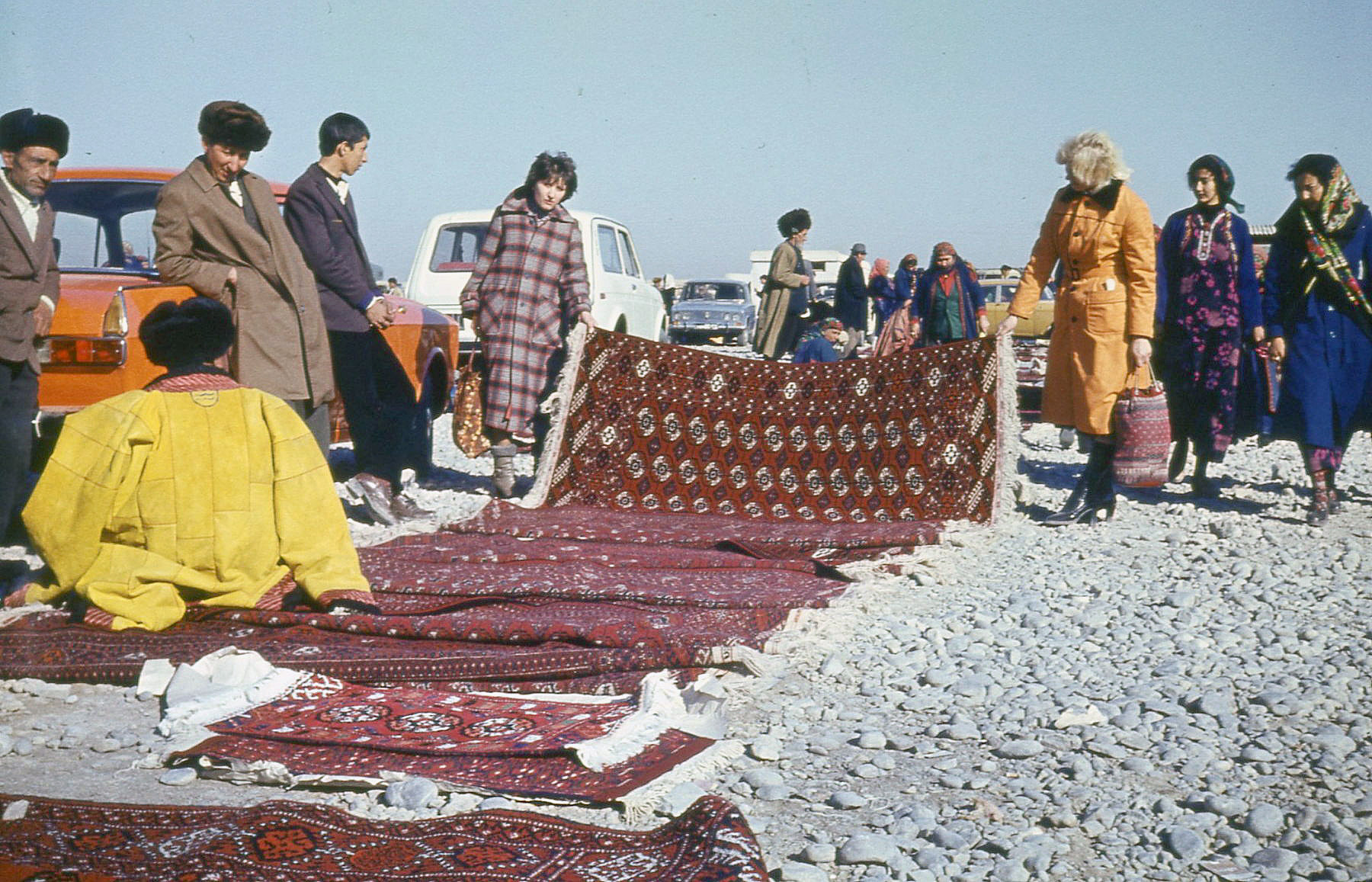
Торговля текинскими коврами ручной работы на Текинском базаре в г. Мары (1981 г.)

Производство ковров ручной и машинной работы является предметом гордости жителей города.
Текинские, салорские, иомудские, эрсаринские ковры отличаются друг от друга орнаментом и цветом. Мервский оазис, нынешняя Марыйская область, является родиной знаменитых на весь мир текинских ковров, где хранятся традиции коврового искусства племени теке.

### Коневодство
На Марыйском конезаводе разводится известная на весь мир порода скаковой лошади — ахалтекинская.

### Транспорт
Через Мары проходит построенная в 1880—1896 гг. под руководством русского генерала Михаила Анненкова Среднеазиатская железная дорога, связывающая Туркменбашы (Красноводск) с Ташкентом. От неё имеется ответвление — дорога Мары—Кушка, построенная к 1900 году. В городе имеется новый автовокзал, рассчитанный на 500 пассажиров в час, реконструированный в 2003 году железнодорожный вокзал, новый аэропорт пропускной способностью на 300 пассажиров в час, оборудованный взлётно-посадочной полосой длиной 3500 м, которая рассчитана на приём воздушных судов весом до 400 тонн. Внутригородской транспорт представлен муниципальными автобусами, маршрутными такси, такси.

### Образование и культура
В Мары имеются несколько общеобразовательных школ, лицеев, техникумов, педагогическое и медицинское училища, училище искусств, Туркменский государственный энергетический институт. В городе действуют краеведческий музей, Государственный драматический театр имени Кемине, кинотеатры, художественная и музыкальная школы, детско-юношеская спортивная школа, станция юных техников, несколько библиотек, Дворец культуры.

### Медицина
Областной диагностический центр имени первого президента Туркменистана С. А. Ниязова.
Областной Дом матери и ребёнка.

### Спорт
В Мары действует детско-юношеская спортивная школа. Футбольный клуб «Мерв» из Мары играет в высшей лиге Туркменистана. Стадион «Мерв» был признан лучшим по организации и проведению матчей чемпионата и Кубка Туркменистана. В самом центре города расположен Центральный крытый плавательный бассейн, построенный в 2005 году. В 2009 году открыт стадион «Спорт топлумы» на 10,000 мест.

## Хякимы
- Атамырадов Берди Овезмырадович — 10 июля 2015
- Аманмурадов Какамырат с 10 июля 2015

## Достопримечательности

Вечный огонь в Мары.

В городе установлены памятники туркменским поэтам и просветителям Молланепесу, Кемине, Махтумкули, герою Гражданской войны Павлу Полторацкому (1888—1918) — одному из организаторов борьбы за советскую власть в Туркестане, председателю СНХ и члену ЦИК ТСР, расстрелянному контрреволюционерами на окраине города Мары, Герою Советского Союза К. Азалову, пограничникам, погибшим в борьбе с басмачами в 1925 году, монументы «Родина-мать» и «Вечная слава», установленные на братской могиле героев Гражданской войны.
«Вечный Огонь» — памятник павшим в Великую Отечественную войну и участникам боевых действий в Афганистане (1979—1989 гг.)

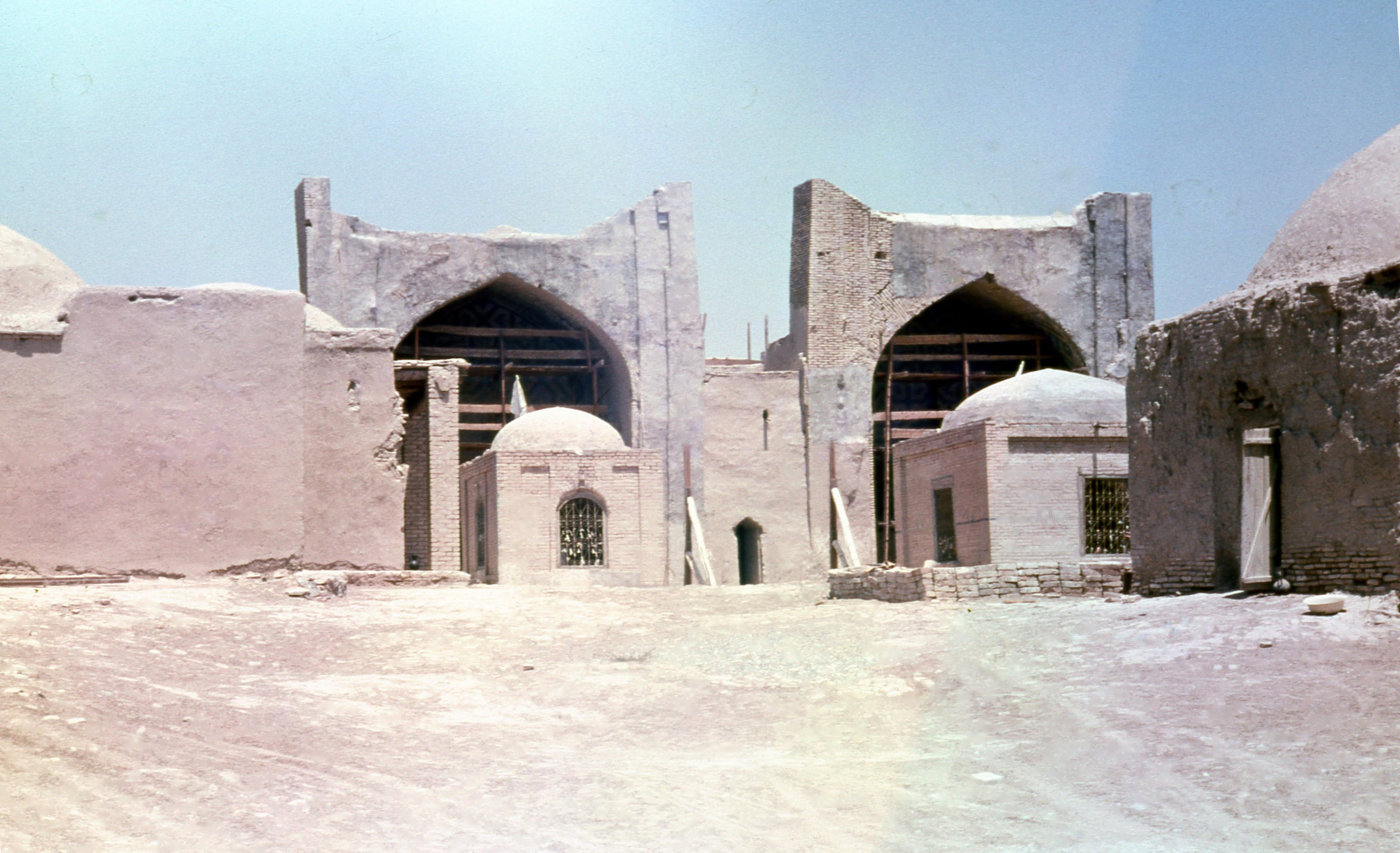
Усыпальница братьев Эсхабов — основателей ислама на территории древнего Мерва

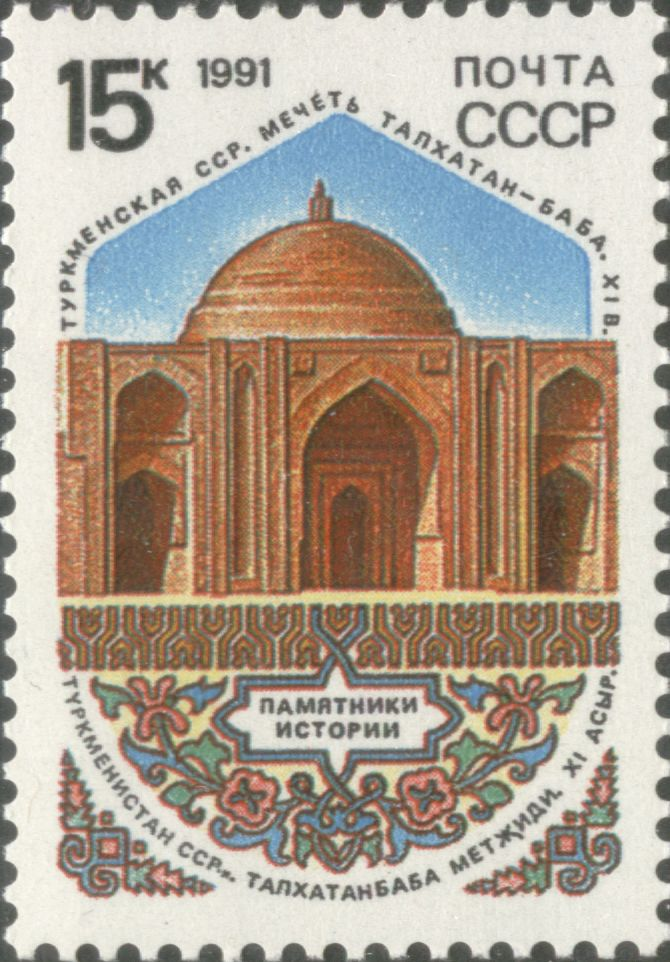
Мечеть-мавзолей Талхатан-Баба

В городе находится церковь Покрова Богородицы, построенная в 1900 году.
В 30 км к востоку от Мары, у северной окраины города Байрам-Али находится комплекс археологических и архитектурных памятников древнего Мерва, в том числе: Гяур-Кала (III век), Большая и Малая Кыз-Кала, Султан-Кала, усыпальницы братьев Эсхабов (XV век), крепость Эрк-Кала, мавзолей Мухаммеда-ибн-Зейда и другие, среди которых наиболее известен мавзолей сельджукского cултана Санджара (XI век)
В 30 км южнее Мары в посёлке городского типа Талхатан находится мечеть-мавзолей Талхатан-Баба (XI век)

## Военные объекты
В период Афганской войны 1979—1989 годов расположенные в непосредственной близости к городу военные аэродромы «Мары-1» и «Мары-2» использовались для базирования самолётов бомбардировочной авиации, совершавших с них боевые вылеты на территорию Афганистана. 8-я Межокружная школа сержантского состава пограничных войск КГБ СССР, условное наименование в/ч 2420 (1927—1992). В 8-ю МОШСС входили 9 учебных застав, рота обеспечения и ремонтный (кавалерийский) эскадрон в котором готовили лошадей для службы на конных заставах. Длительное время школу возглавлял полковник И. Ф. Васильков, который добился высоких показателей в подготовке сержантского состава для подразделений советской границы. В семидесятые годы XX века в городе размещался танковый полк и несколько мотострелковых частей 68-й мотострелковой дивизии Туркестанского военного округа.

## Учреждения пенитенциарной системы
На территории города Мары находится следственный изолятор СИЗО-5 вместимостью около 400 человек и исправительно-трудовая колония строгого режима ИТК-6 вместимостью до 800 человек.

## Города-побратимы
- Стамбул, Турция
- Джидда, Саудовская Аравия
- Самарканд, Узбекистан
- Орёл, Россия